# FK Skopje
O FK Skopje é um clube de futebol macedônio com sede em Skopje. A equipe compete no Campeonato Macedônio de Futebol.

## História
O clube foi fundado em 1960.